# Šedivec
Šedivec (německy Schediwitz) je obec v okrese Ústí nad Orlicí v Pardubickém kraji. Leží při dálkové silnici I/11 Hradec Králové - Žamberk - Šumperk - Ostrava, asi sedm kilometrů jihovýchodně od Žamberka. Žije zde 205 obyvatel.

## Historie
První písemná zmínka o obci pochází z roku 1539.

## Obyvatelstvo
| Rok            | 1869 | 1880 | 1890 | 1900 | 1910 | 1921 | 1930 | 1950 | 1961 | 1970 | 1980 | 1991 | 2001 | 2011 | 2021 |
| -------------- | ---- | ---- | ---- | ---- | ---- | ---- | ---- | ---- | ---- | ---- | ---- | ---- | ---- | ---- | ---- |
| Počet obyvatel | 293  | 319  | 326  | 322  | 296  | 268  | 241  | 204  | 211  | 203  | 181  | 205  | 210  | 206  | 195  |
| Počet domů     | 53   | 54   | 56   | 56   | 52   | 52   | 55   | 57   | 55   | 52   | 50   | 70   | 73   | 77   | 74   |

## Obecní správa

### Obecní symboly
Znak a vlajka byly obci uděleny rozhodnutím předsedy Poslanecké sněmovny Parlamentu České republiky dne 19. května 1998.

## Pamětihodnosti

### Obora
Nedaleko obce, při silnici na Žamberk se nachází obora s leknínovým jezírkem. Toto území je opředeno řadou tajemství.
V oboře se údajně měl nacházet lovčí zámeček spolu s kaplí Máři Magdaleny, vystavěnou v roce 1742 majitelem panství Janem Václavem Ignácem Bredou. Jeho syn Jan Nepomuk zde prý velmi rád pobýval a strojil radovánky, k nimž zval i sousedy z města, zejména krásné pohlaví. V kapli se držela slavná pouť, k níž se scházelo velké množství lidu. Jelikož svým rozmařilým životem přicházel hrabě do dluhů, dala jeho manželka podle pověsti za nepřítomnosti hraběte zámeček rozbořit. Nic z uvedených událostí se nepodařilo potvrdit z archivních pramenů, avšak tento lovecký zámeček „Jagdschloss“ v Oboře (katastrálně v místě bývalého lukavického č. p. 235) je zaznamenán na vojenském mapování z roku 1764.

### Kostel Nanebevzetí Panny Marie
Stavba kostela s hřbitovem byla započata v roce 1895 především z důvodu snadnějšího pohřbívání, protože do té doby se pochovávalo na vzdálený hřbitov na Orlici. Nejprve byl zřízen obcí šedivskou vlastní hřbitov, který byl odevzdán veřejnosti 23. září 1895 a posvěcen od faráře Václava Tejkla 13. října 1895. Následně byla stavěna na obecní náklady hřbitovní kaple, tzn. současný kostel. Cihly se vozily z Jankovické cihelny u Kyšperka a každý pomáhal, jak mohl. Zaplaceno dostávali jen cizí řemeslníci, domácí pracovali zdarma.
Základní kámen byl položen 23. května 1897 a posvěcení dokončeného kostela vykonal biskupský vikář a kyšperský farář P. Václav Tejkl 30. října 1898.
Hlavní oltář zakoupila obec v České Třebové u firmy Voleský. Tři velké obrazy na hlavním oltáři a po stranách (Nanebevzetí P. Marie, Svatá rodina, P. Marie Lurdská), jsou dílem malíře Jana Umlaufa z Kyšperka, varhany pro kostel byly získány v roce 1900 darováním z kostela kunčického, kam byly pořizovány nové varhany od firmy Emanuel Petr, Žižkov. Kazatelnu vyrobil truhlář Antonín Matouš ze Šedivce, křížek na věži je od firmy Černohous z Jablonného n. O. Různými dobrodinci byla darována též řada dalších předmětů.

## Galerie

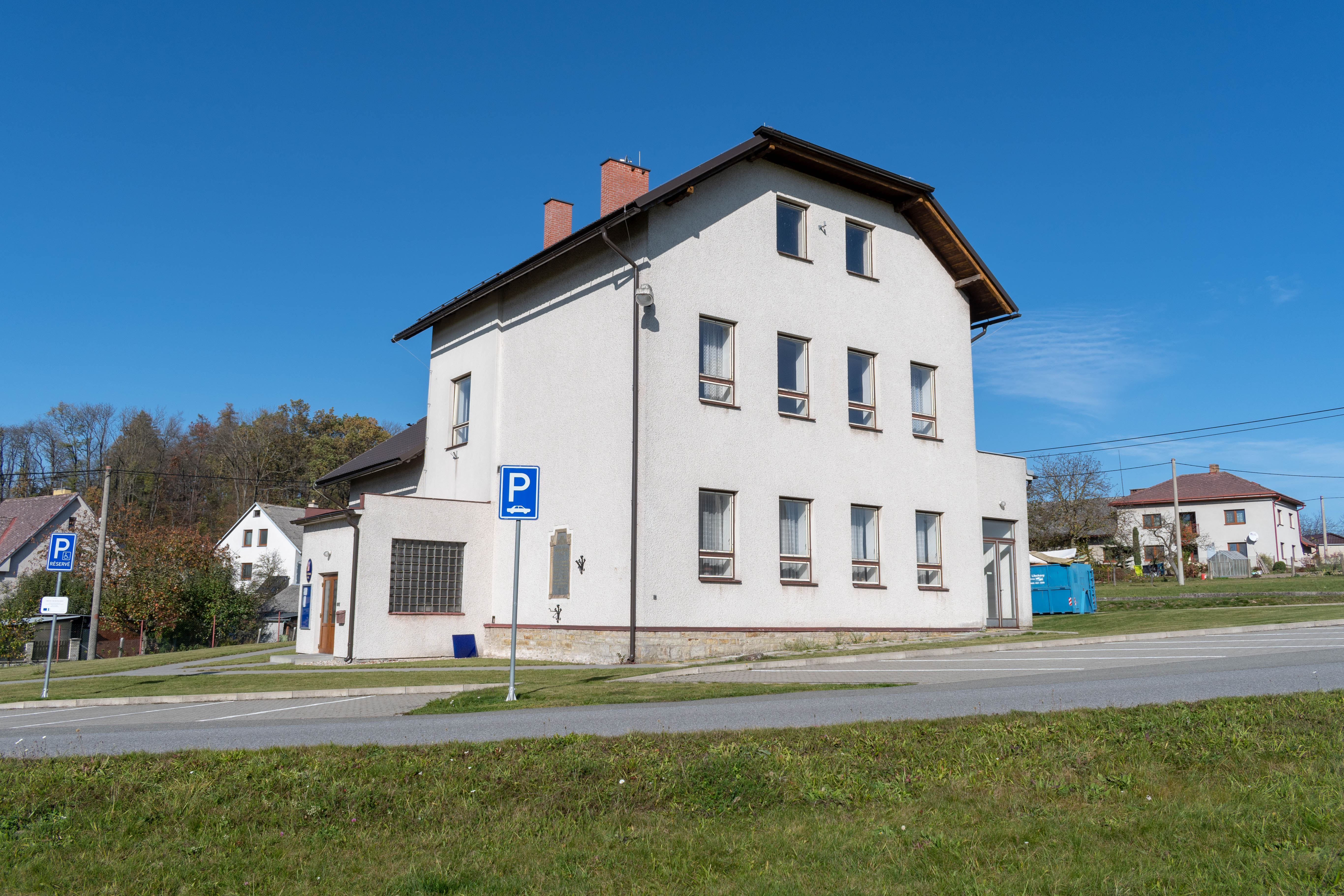
Obecní úřad
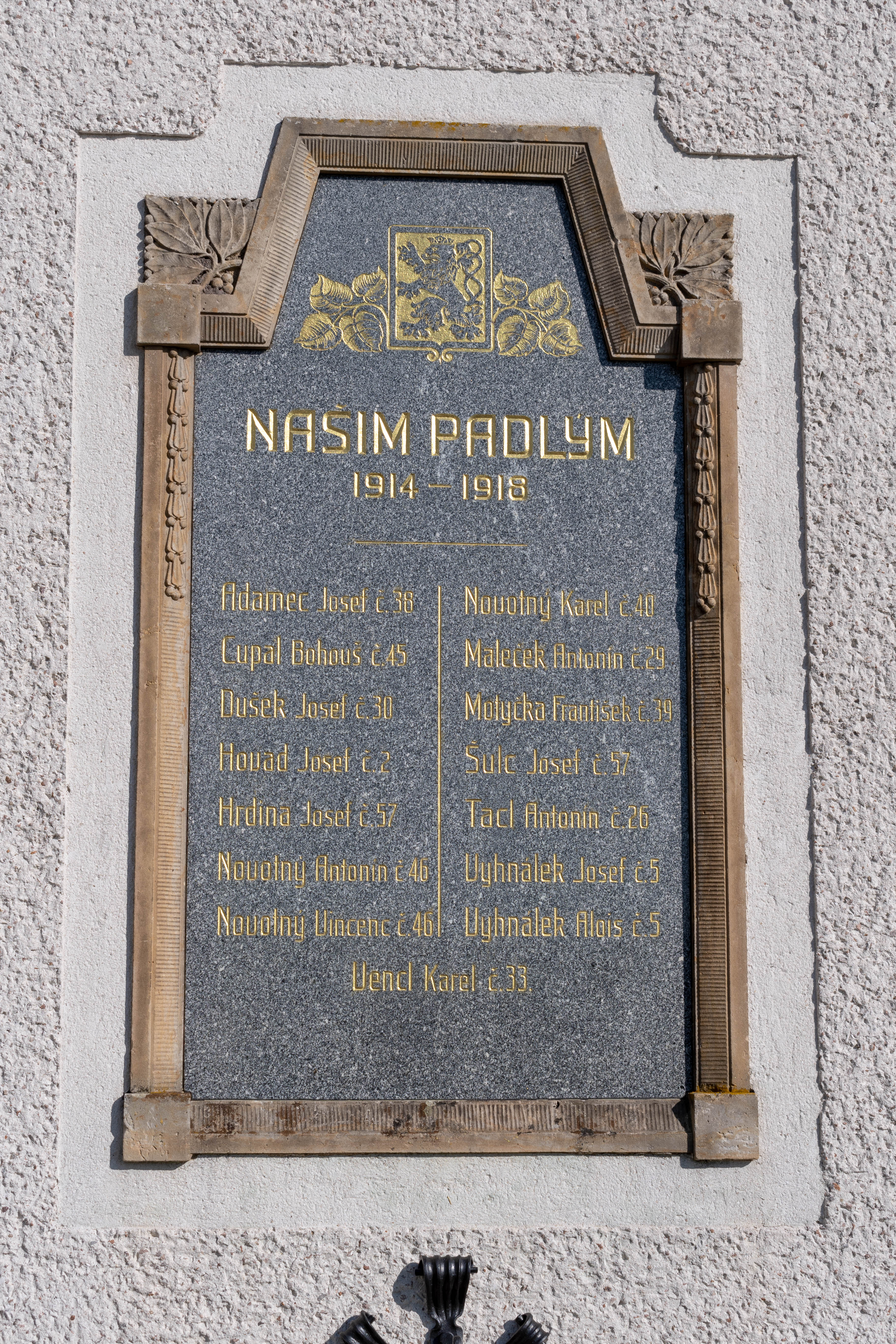
Pamětní deska
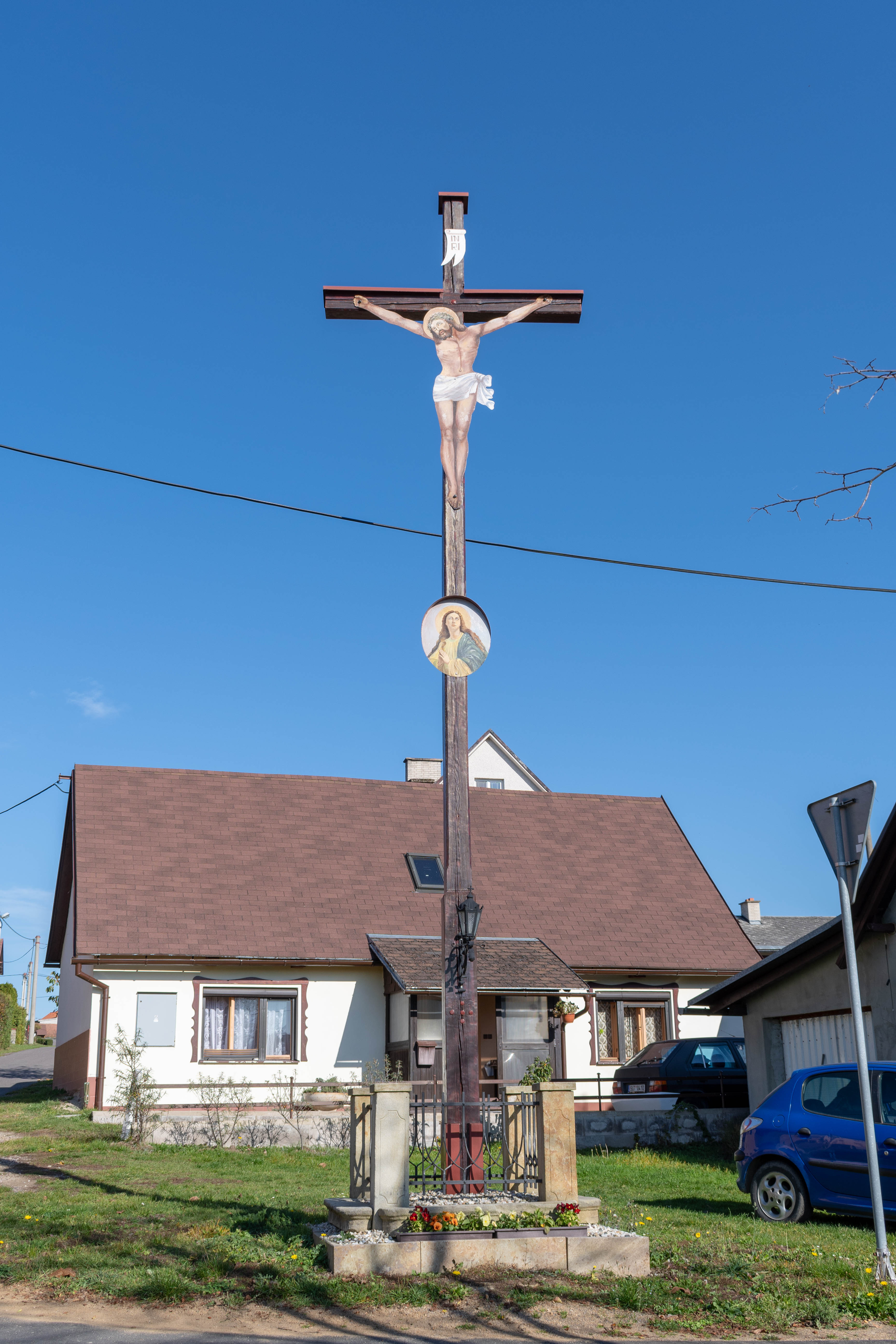
Kříž
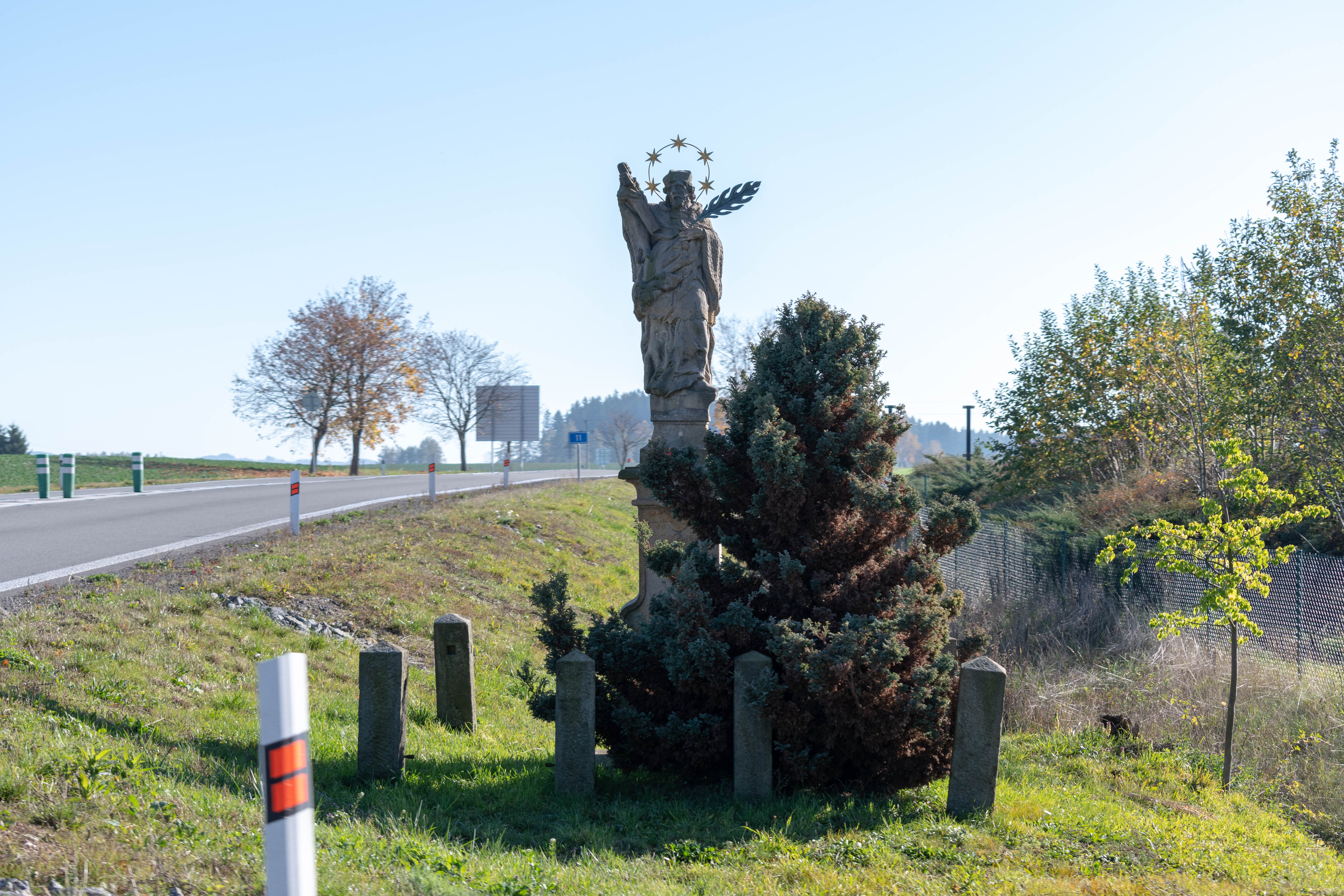
Socha svatého Jana Nepomuckého